# Batailles pour mourir
 (décembre 2016).
Si vous disposez d'ouvrages ou d'articles de référence ou si vous connaissez des sites web de qualité traitant du thème abordé ici, merci de compléter l'article en donnant les références utiles à sa vérifiabilité et en les liant à la section « Notes et références ».
Batailles pour mourir est un roman de Pierre Molaine publié en 1945 aux éditions Corrêa.

## Genèse du roman
Même si le récit porte en sa fin la date de 1941, la parution de ce livre dut être reportée en raison de l'interdit jeté sur l'œuvre de Molaine par l'autorité allemande d'occupation. Dans ce « roman-reportage », Molaine rend hommage aux soldats dont le sacrifice lui paraît injuste, au demeurant presque oublié dans l'opprobre d'une capitulation. 
Le manuscrit original du roman se trouve dans le Fonds Pierre Molaine à la Bibliothèque municipale de Lyon.

## Résumé
L'auteur, officier de cavalerie durant le deuxième conflit mondial, s'efface, dans le récit, derrière les monologues successifs de deux soldats, le lieutenant Desfrancs et le radio Benoit, servant dans la même unité de chars de combat. Ils livrent successivement – le premier devant mourir dans les flancs de son char et le second, blessé aux yeux, s'enfonçant dans la nuit de la cécité - leurs souvenirs, leurs réflexions, leur amertume. De la mobilisation à l'affrontement et à la défaite, ils vont nous entraîner au cœur des combats durant lesquels, curieusement, le personnage principal semble bien être le char, monstre métallique auquel l'auteur donne une vie animale, épique, presque indépendante de l'homme. Pourtant, les héros sont bien là, combattants valeureux pour une terre  qu'ils aiment, mais victimes innocentes de l'impréparation criminelle de la France devant la montée des périls.